# Латвия на летних Олимпийских играх 2004
Латвия принимала участие в Летних Олимпийских играх 2004 года в Афинах (Греция), и завоевала четыре серебряных медали.

## Медалисты
| Медаль  | Спортсмен          | Вид спорта            | Дисциплина                 |
| ------- | ------------------ | --------------------- | -------------------------- |
| Серебро | Вадим Василевский  | Лёгкая атлетика       | Мужчины, метание копья     |
| Серебро | Евгений Сапроненко | Спортивная гимнастика | Мужчины, опорный прыжок    |
| Серебро | Виктор Щербатых    | Тяжёлая атлетика      | Мужчины, свыше 105 кг      |
| Серебро | Елена Рублевска    | Современное пятиборье | Женщины, личное первенство |

## Состав олимпийской сборной Латвии

### Плавание
Спортсменов — 1
В следующий раунд на каждой дистанции проходили лучшие спортсмены по времени, независимо от места занятого в своём заплыве.
Мужчины
| Спортсмен        | Соревнование   | Предварительные заплывы | Предварительные заплывы | Полуфиналы | Полуфиналы | Финал     | Финал     |
| Спортсмен        | Соревнование   | Результат               | Место                   | Результат  | Место      | Результат | Место     |
| ---------------- | -------------- | ----------------------- | ----------------------- | ---------- | ---------- | --------- | --------- |
| Гунтарс Дейчманс | 400 м комплекс | 4:29,17                 | 30                      |            |            | Не прошёл | Не прошёл |

### Лёгкая атлетика
Спортсменов — 15
Мужчины
| Спортсмен         | Дисциплина      | Предварительный раунд | Предварительный раунд | Четвертьфиналы | Четвертьфиналы | Полуфиналы | Полуфиналы | Финал     | Финал     |
| Спортсмен         | Дисциплина      | Результат             | Место                 | Результат      | Место          | Результат  | Место      | Результат | Место     |
| ----------------- | --------------- | --------------------- | --------------------- | -------------- | -------------- | ---------- | ---------- | --------- | --------- |
| Дмитрий Милькевич | 800 м           |                       |                       | 1:46,66        | 26             | 1:46,62    | 14         | Не прошёл | Не прошёл |
| Айгар Фадеев      | ходьба на 20 км |                       |                       |                |                |            |            | 1:22,08   | 9         |
| Айгар Фадеев      | ходьба на 50 км |                       |                       |                |                |            |            | 3:52,52   | 11        |
| Модрис Лиепиньш   | ходьба на 50 км |                       |                       |                |                |            |            | 4:04,26   | 25        |
| Станислав Олияр   | 110 м с/б       | 13,27                 | 3                     | 13,26          | 2              | 13,20      | 5          | 13,21     | 5         |
| Волдемарс Лусис   | метание копья   |                       |                       |                |                | 79,27      | 17         | Не прошёл | Не прошёл |
| Эрикс Рагс        | метание копья   | 80,84                 | 11                    | 83,14          | 7              |            |            |           |           |
| Вадим Василевский | метание копья   | 84,43                 | 3                     | 84,95          | 2              |            |            |           |           |

| Спортсмен      | Дисциплина  | бег на 100 м | бег на 100 м | прыжок в длину | прыжок в длину | толкание ядра | толкание ядра | прыжок в высоту | прыжок в высоту | бег на 400 м | бег на 400 м | бег на 110 м с/б | бег на 110 м с/б | метание диска | метание диска | прыжки с шестом | прыжки с шестом | метание копья | метание копья | бег на 1500 м | бег на 1500 м | Итог      | Итог  |
| Спортсмен      | Дисциплина  | Результат    | Очки         | Результат      | Очки           | Результат     | Очки          | Результат       | Очки            | Результат    | Очки         | Результат        | Очки             | Результат     | Очки          | Результат       | Очки            | Результат     | Очки          | Результат     | Очки          | Результат | Место |
| -------------- | ----------- | ------------ | ------------ | -------------- | -------------- | ------------- | ------------- | --------------- | --------------- | ------------ | ------------ | ---------------- | ---------------- | ------------- | ------------- | --------------- | --------------- | ------------- | ------------- | ------------- | ------------- | --------- | ----- |
| Янис Карливанс | десятиборье | 11,33        | 789          | 7,26           | 876            | 13,30         | 686           | 1,97            | 776             | 50,54        | 790          | 14,98            | 852              | 45,10         | 733           | 4,50            | 760             | 52,92         | 632           | 4:38,67       | 689           | 6363      | 25    |

Женщины
| Спортсмен           | Дисциплина      | Предварительный раунд | Предварительный раунд | Полуфиналы | Полуфиналы | Финал     | Финал     |
| Спортсмен           | Дисциплина      | Результат             | Место                 | Результат  | Место      | Результат | Место     |
| ------------------- | --------------- | --------------------- | --------------------- | ---------- | ---------- | --------- | --------- |
| Ева Зунда           | 400 м с/б       | 56,21                 | 11                    | Не прошла  | Не прошла  | Не прошла | Не прошла |
| Елена Прокопчука    | 10 000 м        |                       |                       |            |            | 31:04,10  | 7         |
| Анита Лепина        | ходьба на 20 км |                       |                       |            |            | 1:39,54   | 45        |
| Инета Радевича      | тройной прыжок  |                       |                       | 14,12      | 20         | Не прошла | Не прошла |
| Инета Радевича      | прыжки в длину  |                       |                       | 6,53       | 13         | Не прошла | Не прошла |
| Валентина Готовская | прыжки в длину  |                       |                       | 6,41       | 24         | Не прошла | Не прошла |
| Даце Рускуле        | метание диска   |                       |                       | 57,43      | 28         | Не прошла | Не прошла |
| Илзе Грибуле        | метание копья   |                       |                       | 54,92      | 34         | Не прошла | Не прошла |